# 横山健蔵
横山健蔵 (よこやま けんぞう、1939年 - )は、日本の写真家。京都府京都市生まれ。

## 経歴
1939年 京都市に生まれる。
1967年 日本写真印刷写真部を経て、フリー写真家に。
以来、伝統に育まれた京の文化、特に伝承文化を中心に、京にこだわり自然や風物を撮り続けている。
　（社）日本写真家協会会員、
　日本ペンクラブ会員、
　京都写真家協会会員。

## 受賞
- 2008年（平成20年） - 京都府文化賞（功労賞）授賞
- 2011年（平成23年） - 第26回国民文化祭・京都2011　和束町フォトコンテスト審査委員長

| スタブアイコン | サブスタブ | この項目は、まだ閲覧者の調べものの参照としては役立たない、人物に関連した書きかけの項目です。この項目を加筆・訂正などしてくださる協力者を求めています（P:人物伝/PJ:人物伝）。 |